# Jan Jeřábek z Mořkova
Jan Jeřábek z Mořkova (16. století – 23. března 1603) byl český šlechtic. V Mořkově vlastnila rodina Jeřábků malý dvůr a Janův otec, Jakub Jeřábek, nechal roku 1587 postavit kostel.

## Život

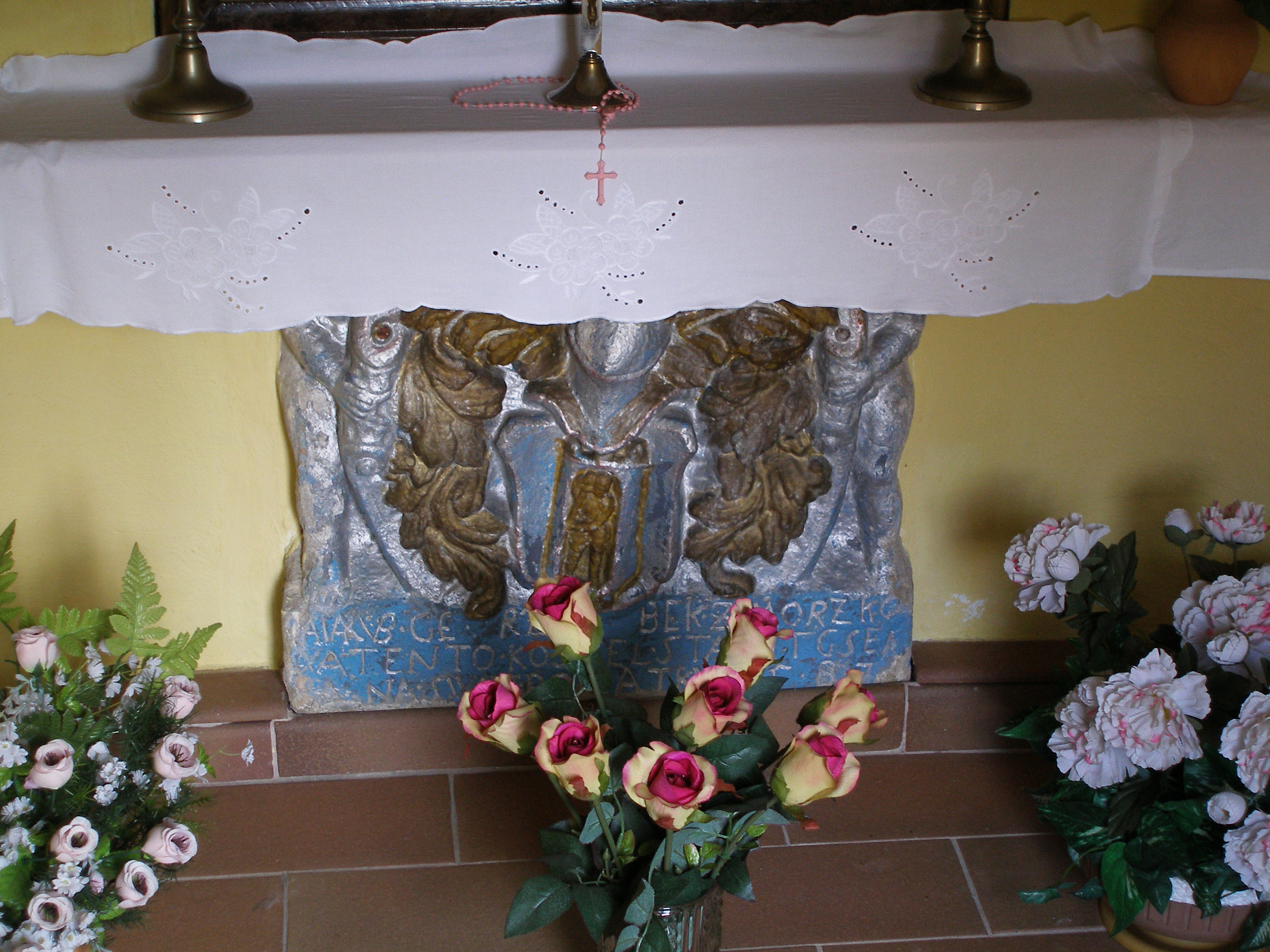
Erb Jana Jeřábka v mořkovské kapličce

Manželkou mu byla Marta Hynalová z Kornic († 8. dubna 1621) a spolu s ní koupil roku 1578 statek ve Stříteži patřícím do Těšínského knížectví (podle jiných pramenů je majitelem statku již roku 1570).
Ve druhé polovině 16. století se pokoušel vládce tohoto knížectví, Václav III. Adam, prosadit zemské zřízení. Proti tomu se však zvedl odpor ze strany těšínských stavů, což mělo za následek, že přestal fungovat těšínský zemský soud a další zdejší zemské instituce. Toho dokázal Jan Jeřábek využít. Když totiž roku 1584 v souboji zabil Jana Kyselovského z Kyselova, po činu uprchl a skrýval se. Sidonie Kateřina Sasko-Lauenburská, manželka Václava III. Adama Těšínského, jež se po manželově smrti (1579) stala těšínskou kněžnou, nechala po Janu Jeřábkovi pátrat s cílem postavit ho před městský soud. Proti tomu u panovníka Rudolfa II. protestovali těšínští stavové poukazujíce na skutečnost, že podle zemského zřízení z roku 1573 mohl být Jeřábek souzen pouze zemským soudem a nikoliv soudem městským, jak to požadovala Kateřina Sidonie. Zemský soud od roku 1578 nezasedal, zasáhl císař Rudolf II. v Jeřábkův prospěch a donutil Kateřinu Sidonii propustit Jeřábka na svobodu.
Spor mezi Kateřinou Sidonií a těšínskými stavy byl urovnán až v roce 1591. Ještě před tím, roku 1587, koupila Jeřábkova manželka od Krištofa Pelhříma ze Třankovic (Třanovice) ves Smilovice. Protože však nesložila tzv. slib věrnosti, který byl vyžadován zemským zákoníkem, podala jí Kateřina Sidonie roku 1591 k zemskému soudu. Spolu s ní byl souzen i Jan Jeřábek, který byl obviněn, že v okolí Smilovic, na Gutském vršku, v letech 1587 až 1589 kradl z knížecího lesa dřevo. Soudní líčení se protáhlo až do roku 1593 a Jeřábek se během něj hájil tím, že neměl tušení, kde je hranice mezi jeho lesem a lesem knížecím. Přesto byl odsouzen (jednak k dvoutýdennímu vězení a náhradě 200 hřiven a podruhé ke čtyřtýdennímu vězení a náhradě 200 hřiven) a navíc museli soudci zemského soudu několikrát zajet do Smilovic a vytyčit hranice mezi územím Jeřábkova statku a knížecím.
Během těchto vytyčovacích prací byla Jeřábkova manželka Marta Hynalová několika osobami obviněna z čarodějnictví, jímž se měla snažit o ovlivnění soudní komise vytyčující hranice. Proti nařčení se sice manželé Jeřábkovi bránili, soud dne 22. listopadu 1593 vynesl rozsudek, v němž uznal Martu Hynalovou vinnou z čarodějnictví, a rozhodl o propadnutí Smilovic Kateřině Sidonii, za což měla dát kněžna náhradou 1000 zlatých na výživu Jeřábkových dětí. Současně s tím musel Jan Jeřábek prodat statek ve Stříteži a do roka a šesti neděl se vystěhovat z Těšínského knížectví.
Roku 1594 tak Jeřábek prodává Danielu Zemeckému ze Zemětic střítežský statek a vystěhovává se z knížectví. Usadil se v Moravské Ostravě u svého švagra Jana Hynala z Kornic. Zde Jan Jeřábek zemřel v roce 1603, jeho manželka 8. dubna 1621. Jejich náhrobníky jsou dnes v kostele svatého Václava (Ostrava). Stejně jako jejich zetě Matyáše Háka Blučinského a dcery Kateřiny Jeřábkové z Mořkova.

## Majetek
Ves a tvrz Střítež: 1570–1594 (s manželkou Martou Hynalovnou † 1621)
Dům v Moravské Ostravě: 1591–1594 (s manželkou Martou Hynalovnou † 1621)